# Scottish League Cup 2013-2014
La Scottish League Cup 2013-14 è stata la 68ª edizione della seconda più prestigiosa competizione ad eliminazione diretta della Scozia.

## Calendario
| Turno            | Prima partita        |
| ---------------- | -------------------- |
| 1º turno         | 3-6 agosto 2013      |
| 2º turno         | 27-28 agosto 2013    |
| Ottavi di finale | 24-25 settembre 2013 |
| Quarti di finale | 29-30 ottobre 2013   |
| Semifinali       | 1-2 febbraio 2014    |
| Finale           | 16 marzo 2014        |

## Primo Turno
| Squadra 1          | Risultato   | Squadra 2           |
| ------------------ | ----------- | ------------------- |
| Falkirk            | 3 – 0       | Clyde               |
| East Fife          | 2 – 6 (dts) | Greenock Morton     |
| Arbroath           | 0 – 1       | Montrose            |
| Berwick Rangers    | 0 – 5       | Cowdenbeath         |
| Forfar Athletic    | 2 – 1 (dts) | Rangers             |
| Stranraer          | 4 – 3       | Brechin City        |
| Dumbarton          | 1 – 0       | Albion Rovers       |
| Stirling Albion    | 0 – 3       | Hamilton Academical |
| Queen of the South | 3 – 0       | Annan Athletic      |
| Peterhead          | 0 – 2       | Alloa Athletic      |
| Airdrieonians      | 4 – 3       | Stenhousemuir       |
| Elgin City         | 1 – 3       | Livingston          |
| Raith Rovers       | 6 – 0       | Queen's Park        |
| East Stirlingshire | 0 – 2       | Dunfermline         |
| Partick Thistle    | 2 – 1       | Ayr Utd             |

## Secondo Turno
| Squadra 1          | Risultato         | Squadra 2           |
| ------------------ | ----------------- | ------------------- |
| Greenock Morton    | 4 – 0             | Montrose            |
| Stranraer          | 3 – 2             | Ross County         |
| Dundee             | 2 – 1 (dts)       | Forfar Athletic     |
| Falkirk            | 2 – 1             | Dunfermline         |
| Kilmarnock         | 0 – 1             | Hamilton Academical |
| Airdrieonians      | 0 – 2             | Livingston          |
| Partick Thistle    | 3 – 1 (dts)       | Cowdenbeath         |
| Queen of the South | 2 – 1 (dts)       | St. Mirren          |
| Raith Rovers       | 1 – 1 (4 - 5 dcr) | Hearts              |
| Aberdeen           | 0 – 0 (6 - 5 dcr) | Alloa Athletic      |
| Dumbarton          | 2 – 3             | Dundee Utd          |

## Ottavi di finale
| Squadra 1           | Risultato         | Squadra 2          |
| ------------------- | ----------------- | ------------------ |
| Celtic              | 0 - 1 (dts)       | Greenock Morton    |
| Dundee              | 0 – 1             | Inverness          |
| Hamilton Academical | 0 – 3             | St. Johnstone      |
| Hibernian           | 5 – 3             | Stranraer          |
| Falkirk             | 0 – 5             | Aberdeen           |
| Dundee Utd          | 4 – 1             | Partick Thistle    |
| Hearts              | 3 – 3 (4 - 2 dcr) | Queen of the South |
| Livingston          | 1 – 2             | Motherwell         |

## Quarti di finale
| Squadra 1       | Risultato   | Squadra 2     |
| --------------- | ----------- | ------------- |
| Inverness       | 2 - 1 (dts) | Dundee Utd    |
| Greenock Morton | 0 – 1       | St. Johnstone |
| Hibernian       | 0 – 1       | Hearts        |
| Motherwell      | 0 – 2       | Aberdeen      |

## Semifinali
| Squadra 1        | Risultato         | Squadra 2     |
| ---------------- | ----------------- | ------------- |
| 1º febbraio 2014 |                   |               |
| Aberdeen         | 4 – 0             | St. Johnstone |
| 2 febbraio 2014  |                   |               |
| Hearts           | 2 – 2 (2 - 4 dcr) | Inverness     |

## Finale
| Squadra 1 | Risultato         | Squadra 2 |
| --------- | ----------------- | --------- |
| Aberdeen  | 0 – 0 (4 - 2 dcr) | Inverness |

| Arbitro: | Steven McLean |

|                          |                      |                         |
| Robson Low Vernon Rooney | Tiri di rigore 4 – 2 | McKay Tansey Ross Doran |

## Tabellone (dagli ottavi)
|  | Ottavi di finale    | Ottavi di finale    | Ottavi di finale |               |                 | Quarti di finale | Quarti di finale | Quarti di finale |  |  | Semifinali | Semifinali | Semifinali |  |  | Finale | Finale | Finale |  |
|  |                     |                     |                  |               |                 |                  |                  |                  |  |  |            |            |            |  |  |        |        |        |  |
|  | Livingston          | Livingston          | 1                |               |                 |                  |                  |                  |  |  |            |            |            |  |  |        |        |        |  |
|  | Livingston          | Livingston          | 1                |               |                 |                  |                  |                  |  |  |            |            |            |  |  |        |        |        |  |
|  | Motherwell          | Motherwell          | 2                |               |                 |                  |                  |                  |  |  |            |            |            |  |  |        |        |        |  |
|  | Motherwell          | Motherwell          | 2                |               | Motherwell      | Motherwell       | 0                |                  |  |  |            |            |            |  |  |        |        |        |  |
|  |                     |                     |                  |               | Motherwell      | Motherwell       | 0                |                  |  |  |            |            |            |  |  |        |        |        |  |
|  |                     |                     | Aberdeen         | Aberdeen      | 2               |                  |                  |                  |  |  |            |            |            |  |  |        |        |        |  |
|  | Falkirk             | Falkirk             | Aberdeen         | Aberdeen      | 2               | 0                |                  |                  |  |  |            |            |            |  |  |        |        |        |  |
|  | Falkirk             | Falkirk             |                  |               |                 |                  |                  |                  |  |  |            |            |            |  |  |        |        |        |  |
|  | Aberdeen            | Aberdeen            | 5                |               |                 |                  |                  |                  |  |  |            |            |            |  |  |        |        |        |  |
|  | Aberdeen            | Aberdeen            | 5                |               | Aberdeen        | Aberdeen         | 4                |                  |  |  |            |            |            |  |  |        |        |        |  |
|  |                     |                     |                  |               |                 |                  |                  |                  |  |  |            |            |            |  |  |        |        |        |  |
|  |                     |                     | St. Johnstone    | St. Johnstone | 0               |                  |                  |                  |  |  |            |            |            |  |  |        |        |        |  |
|  | Celtic              | Celtic              | St. Johnstone    | St. Johnstone | 0               | 0                |                  |                  |  |  |            |            |            |  |  |        |        |        |  |
|  | Celtic              | Celtic              |                  |               |                 |                  |                  |                  |  |  |            |            |            |  |  |        |        |        |  |
|  | Greenock Morton     | Greenock Morton     | 1                |               |                 |                  |                  |                  |  |  |            |            |            |  |  |        |        |        |  |
|  | Greenock Morton     | Greenock Morton     | 1                |               | Greenock Morton | Greenock Morton  | 0                |                  |  |  |            |            |            |  |  |        |        |        |  |
|  |                     |                     |                  |               | Greenock Morton | Greenock Morton  | 0                |                  |  |  |            |            |            |  |  |        |        |        |  |
|  |                     |                     | St. Johnstone    | St. Johnstone | 1               |                  |                  |                  |  |  |            |            |            |  |  |        |        |        |  |
|  | Hamilton Academical | Hamilton Academical | St. Johnstone    | St. Johnstone | 1               | 0                |                  |                  |  |  |            |            |            |  |  |        |        |        |  |
|  | Hamilton Academical | Hamilton Academical |                  |               |                 |                  |                  |                  |  |  |            |            |            |  |  |        |        |        |  |
|  | St. Johnstone       | St. Johnstone       | 3                |               |                 |                  |                  |                  |  |  |            |            |            |  |  |        |        |        |  |
|  | St. Johnstone       | St. Johnstone       | 3                |               | Aberdeen        | Aberdeen         | 0(4)             |                  |  |  |            |            |            |  |  |        |        |        |  |
|  |                     |                     |                  |               |                 |                  |                  |                  |  |  |            |            |            |  |  |        |        |        |  |
|  |                     |                     | Inverness        | Inverness     | 0(2)            |                  |                  |                  |  |  |            |            |            |  |  |        |        |        |  |
|  | Hibernian           | Hibernian           | Inverness        | Inverness     | 0(2)            | 5                |                  |                  |  |  |            |            |            |  |  |        |        |        |  |
|  | Hibernian           | Hibernian           |                  |               |                 |                  |                  |                  |  |  |            |            |            |  |  |        |        |        |  |
|  | Stranraer           | Stranraer           | 3                |               |                 |                  |                  |                  |  |  |            |            |            |  |  |        |        |        |  |
|  | Stranraer           | Stranraer           | 3                |               | Hibernian       | Hibernian        | 0                |                  |  |  |            |            |            |  |  |        |        |        |  |
|  |                     |                     |                  |               | Hibernian       | Hibernian        | 0                |                  |  |  |            |            |            |  |  |        |        |        |  |
|  |                     |                     | Hearts           | Hearts        | 1               |                  |                  |                  |  |  |            |            |            |  |  |        |        |        |  |
|  | Hearts (dcr)        | Hearts (dcr)        | Hearts           | Hearts        | 1               | 3(4)             |                  |                  |  |  |            |            |            |  |  |        |        |        |  |
|  | Hearts (dcr)        | Hearts (dcr)        |                  |               |                 |                  |                  |                  |  |  |            |            |            |  |  |        |        |        |  |
|  | Queen of the South  | Queen of the South  | 3(2)             |               |                 |                  |                  |                  |  |  |            |            |            |  |  |        |        |        |  |
|  | Queen of the South  | Queen of the South  | 3(2)             |               | Hearts          | Hearts           | 2(2)             |                  |  |  |            |            |            |  |  |        |        |        |  |
|  |                     |                     |                  |               |                 |                  |                  |                  |  |  |            |            |            |  |  |        |        |        |  |
|  |                     |                     | Inverness        | Inverness     | 2(4)            |                  |                  |                  |  |  |            |            |            |  |  |        |        |        |  |
|  | Dundee              | Dundee              | Inverness        | Inverness     | 2(4)            | 0                |                  |                  |  |  |            |            |            |  |  |        |        |        |  |
|  | Dundee              | Dundee              |                  |               |                 |                  |                  |                  |  |  |            |            |            |  |  |        |        |        |  |
|  | Inverness           | Inverness           | 1                |               |                 |                  |                  |                  |  |  |            |            |            |  |  |        |        |        |  |
|  | Inverness           | Inverness           | 1                |               | Inverness       | Inverness        | 2                |                  |  |  |            |            |            |  |  |        |        |        |  |
|  |                     |                     |                  |               | Inverness       | Inverness        | 2                |                  |  |  |            |            |            |  |  |        |        |        |  |
|  |                     |                     | Dundee Utd       | Dundee Utd    | 1               |                  |                  |                  |  |  |            |            |            |  |  |        |        |        |  |
|  | Dundee Utd          | Dundee Utd          | Dundee Utd       | Dundee Utd    | 1               | 4                |                  |                  |  |  |            |            |            |  |  |        |        |        |  |
|  | Dundee Utd          | Dundee Utd          |                  |               |                 |                  |                  |                  |  |  |            |            |            |  |  |        |        |        |  |
|  | Partick Thistle     | Partick Thistle     | 1                |               |                 |                  |                  |                  |  |  |            |            |            |  |  |        |        |        |  |

## Classifica marcatori
| Gol | Rigori |  | Giocatore         | Squadra     |
| --- | ------ |  | ----------------- | ----------- |
| 4   |        |  | Jamie Hamill      | Hearts      |
| 4   |        |  | Kane Hemmings     | Cowdenbeath |
| 3   | 2      |  | Cristopher Aitken | Stranraer   |
| 3   | 1      |  | Liam Craig        | Hibernian   |
| 3   |        |  | David Goodwillie  | Dundee Utd  |